# André Demonchy
 (septembre 2024).
La mise en forme du texte ne suit pas les recommandations de Wikipédia : il faut le « wikifier ».
Les points d'amélioration suivants sont les cas les plus fréquents. Le détail des points à revoir est peut-être précisé sur la page de discussion.
- Les titres sont pré-formatés par le logiciel. Ils ne sont ni en capitales, ni en gras.
- Le texte ne doit pas être écrit en capitales (les noms de famille non plus), ni en gras, ni en italique, ni en « petit »…
- Le gras n'est utilisé que pour surligner le titre de l'article dans l'introduction, une seule fois.
- L'italique est rarement utilisé : mots en langue étrangère, titres d'œuvres, noms de bateaux, etc.
- Les citations ne sont pas en italique mais en corps de texte normal. Elles sont entourées par des guillemets français : « et ».
- Les listes à puces sont à éviter, des paragraphes rédigés étant largement préférés. Les tableaux sont à réserver à la présentation de données structurées (résultats, etc.).
- Les appels de note de bas de page (petits chiffres en exposant, introduits par l'outil «  Source ») sont à placer entre la fin de phrase et le point final[comme ça].
- Les liens internes (vers d'autres articles de Wikipédia) sont à choisir avec parcimonie. Créez des liens vers des articles approfondissant le sujet. Les termes génériques sans rapport avec le sujet sont à éviter, ainsi que les répétitions de liens vers un même terme.
- Les liens externes sont à placer uniquement dans une section « Liens externes », à la fin de l'article. Ces liens sont à choisir avec parcimonie suivant les règles définies. Si un lien sert de source à l'article, son insertion dans le texte est à faire par les notes de bas de page.
- La présentation des références doit suivre les conventions bibliographiques. Il est recommandé d'utiliser les modèles {{Ouvrage}}, {{Chapitre}}, {{Article}}, {{Lien web}} et/ou {{Bibliographie}}. Le mode d'édition visuel peut mettre en forme automatiquement les références.
- Insérer une infobox (cadre d'informations à droite) n'est pas obligatoire pour parachever la mise en page.

Pour une aide détaillée, merci de consulter Aide:Wikification.
Si vous pensez que ces points ont été résolus, vous pouvez retirer ce bandeau et améliorer la mise en forme d'un autre article.
André Demonchy (né le 14 septembre 1914 à Paris et mort le 21 décembre 2006 à Salouel) est un peintre français du XXe siècle, autodidacte, reconnu pour son œuvre dans le mouvement de l'Art naïf. Son parcours est marqué par une enfance difficile et une carrière prolifique dans les arts visuels, malgré des débuts modestes en tant que cheminot.

## Biographie
André Demonchy naît rue de la Convention, dans le 15e arrondissement de Paris. Il perd ses parents en 1918 lors d'un bombardement pendant la Première Guerre mondiale. Orphelin à l'âge de quatre ans, il est pris en charge par l'Assistance Publique qui le place en nourrice dans le petit village de Tharoiseau, près de Vézelay, dans l'Yonne. Dès son plus jeune âge, Demonchy montre un intérêt pour le dessin, bien que ses parents nourriciers n'aient pas les moyens de lui offrir des leçons.
À l'âge de 13 ans, il est placé dans diverses fermes où il doit travailler dur pour subvenir à ses besoins. Ses conditions de vie difficiles n'entravent pas son amour pour le dessin, qu'il pratique en gribouillant sur les portes de granges et autres surfaces disponibles. Après plusieurs tentatives de fuite, il parvient à quitter ces fermes pour se rendre à Avallon, où il trouve de meilleures conditions de travail.
En 1937, Demonchy rejoint la SNCF, échappant ainsi au travail agricole. Il est ensuite mobilisé en 1939 lors de la Seconde Guerre mondiale, et fait prisonnier par les Allemands en Meurthe-et-Moselle. Il est envoyé en Allemagne où il effectue des tâches difficiles, notamment l'exécution et l’enterrement de chevaux blessés.

## Carrière artistique
Après la guerre, André Demonchy revient à Paris et reprend son travail à la SNCF. C'est en 1947 qu'il est véritablement introduit au monde de l'art grâce à sa rencontre avec M. de la Frégonnière, qui l'encourage à passer de la gouache à la peinture à l'huile. Son premier tableau à l'huile, représentant une rivière dans l'Yonne, marque le début de sa carrière de peintre naïf. Ses œuvres attirent rapidement l'attention, et il est exposé à la Galerie de Berri, qui vend plusieurs de ses toiles à la Galerie Knödler de New York.
Demonchy fait également la connaissance de l'écrivain et critique d'art Anatole Jakovsky, qui devient un fervent soutien de son travail. Grâce à Jakovsky, il participe à plusieurs expositions en France et contribue à l'illustration du Bœuf clandestin de Marcel Aymé dans l'édition Romans parisiens suivi d'Uranus aux éditions Gallimard, il expose en 1949 à Paris, à la Galerie de Berri.
Le poète et critique d'art Max-Pol Fouchet possédait plusieurs tableaux d'André Demonchy dans le cadre de sa collection d’œuvres naïves. Deux toiles d’André Demonchy de sa collection ont été données au musée de Noyers : Le Manège et Le Train.
Plusieurs œuvres d'André Demonchy sont accessibles dans les principaux musées d'art naïf tels que le Musée international d'art naïf Anatole Jakovsky de Nice, le Musée d'Art naïf et d'Arts singuliers de Laval.

## Œuvres
1949
- La Basse-cour, Huile sur toile, 46 x 61 cm
- L'Église, Huile sur toile

1950
- Course d'automobiles, Acrylique sur panneau, 46 x 61 cm

1951
- Un paysage en Alsace, Huile sur panneau, 20 x 25 cm

1953
- Exactement fait d’après un rêve, Huile sur carton

1954
- Les Pêcheurs, Huile sur papier marouflé sur carton - 38 x 55 cm

1955
- Auxerre, l'horloge, Huile sur toile, 46 x 37,8 cm[6]
- Lourdes et le gave de Pau, Huile sur toile, 50 x 61 cm
- Montmartre, le Sacré-Cœur et la rue du Chevalier de la barre, Huile sur toile, 27 x 35 cm

1956
- Les Roses, Huile sur toile, 38 x 46 cm[7] ;1957
- Loches et le château sous la neige, Huile sur contre-plaqué, 22 x 27 cm

1959
- Uzerche, Huile sur toile, 50 x 61 cm[8]
- Vieux pont de Poissy, Huile sur toile, 50 x 50 cm
- Un express passant à Dormans, Huile sur toile, 50 x 61 cm
- Le 14 Juillet 1959, la nuit à la Tour Eiffel, Huile sur toile, 61 x 50 cm

1960
- Le Clos des Vignes, Champigneules vers Strasbourg, Huile sur toile, 53 x 65 cm

1961
- Église et le square de la Trinité, Huile sur toile, 53 x 65 cm (Coll. Max-Pol Fouchet)

1962
- Marseille, le Vallon, 1962, Huile sur toile

1963
- Honfleur, la lieutenance, Huile sur isorel[9]

1964
- Le Viaduc de Morlaix (Finistère), Huile sur toile, 50 x 61 cm

1965
- Vue du jardin du château, Seine et Oise, Huile sur toile, 50 x 61 cm
- La Gare de Saint Germain-en-Laye, vue du château, Huile sur toile, 50 x 61 cm

1966
- Train passant à Dormans sur l’Est, Huile sur toile[9]
- Le Puy-en-Velay, vue générale, Huile sur toile[9]
- Semur en Auxois, la pêche, Huile sur toile[9]

1967
- Quimper, Huile sur toile

1968
- Guillon (Yonne), Huile sur toile, 49 x 59
- Le Château et la ville de Foix, Huile sur toile, 61 x 50 cm
- Rue Lhommond, quartier de la rue Mouffetard, Huile sur toile[9]
- Paris, le moulin rouge, Huile sur toile

1969
- Bouquet de fleurs, Huile sur toile, 61 x 50 cm[10]
- Le Château de Luynes, 38 x 46 cm
- Le Train et le passage à niveau, Huile sur toile, 50 x 61 cm
- Sélestar, l'église Sainte Foy, Alsace, Huile sur toile, 40 x 33 cm

1970
- Le Château de Tarasp, Huile sur toile, 38 x 46 cm
- Chats attendant un casse-croûte, Huile sur toile, 40 x 48 cm
- Chasse aux sangliers, Huile sur toile, 61 x 73 cm

1971
- Paray le Monial, Huile sur toile, 50 x 61 cm
- Toute peine mérite salaire, ou Orry-la-Ville, 62 x 50 cm

1972
- Maison close vue a Paris en 1937, Huile sur toile, 54 x 64 cm

1974
- L'Opéra à Paris, 1974, Huile sur toile, 49 x 60 cm[11];1975
- Cannes, Huile sur toile, 50 x 61 cm
- Florence, Italie, Le ponte vecchio, Huile sur toile, 54 x 65 cm[12]

1977
- L'Abbaye de la Chaise-Dieu, sortie de la messe de minuit, Huile sur toile, 50 x 61cm[13]

1980
- Le Château de Amboise. Une belle partie de pêche. Indre et Loire, Huile sur toile, 50 x 61 cm
- Semur-en-Auxois (Cote d'Or) / Hiver, Huile sur toile, 50 x 61 cm
- Un coin du vieux Amiens, Saint-Leu, Huile sur toile, 27 x 35 cm

1981
- L'Hôtel de Ville de Corbie, Somme, Huile sur toile, 48 x 59 cm
- Dinan et la Rance, Huile sur toile, 66 x 54 cm

1983
- Venise, Huile sur toile, 65 x 54 cm

1984
- Train express Brive Rodez, 46 x 55 cm

1986
- Le Château d'Estaing, Aveyron, Huile sur toile, 27 x 36 cm

1987
- Semur en Auxois, Huile sur toile, 50 x 60

Dates non définies
- L'Abbaye des Hommes à Caen, Huile sur toile, 50 x 61cm[14]
- Le Village de Najac, dans l'Aveyron Vieux château du XIIIe siècle, Huile sur toile, 33 x 41 cm
- La Tour Eiffel, vue du Champs de Mars, Huile sur toile
- Dinan (Cote du Nord 22) et la Rance, Huile sur toile, 65 x 54 cm[15]
- Un coin du village de Gordes en Albigeois (Tarn), Huile sur toile,
- Pontivy, Huile sur toile, 50 x 61 cm
- La Fenaison, Huile sur toile
- Les Moissons, Huile sur toile, 38 x 46 cm
- Bouquet et vase aux cervidés, Huile sur toile, 65 x 54 cm[16]
- Paradis des oiseaux, Huile sur toile
- L'Arbre aux oiseaux, Huile sur toile
- Vézelay, Huile sur toile
  - "Ville d'hiver", Huile sur toile, 45 x 60 cm
- Uzerche, Huile sur toile
- Le Port de Honfleur (Calvados), Huile sur toile, 50 x 61 cm
- Moret-sur-Loing, Huile sur toile, 50 x 61 cm
- Le Cirque, Huile sur toile, 54 x 65
- Le Paradis terrestre, Huile sur toile, 50 x 73
- La Gare d'Herblay, Huile sur toile, 45 x 65 cm
- Train en gare, Orry-la-ville, Huile sur toile, 50 x 61 cm
- La Locomotive 231D75, Huile sur toile, 50 x 61 cm
- Train à vapeur Cherbourg Pairs Passant en gare de Lisieux, Huile sur toile, 50 x 61 cm